# Вукан (великий жупан)
Вукан I (серб. Вукан I; *бл. 1050 — †1112) — 1-й великий жупан (великий князь) Рашки (Сербії) у 1091—1112 роках. Засновник династії Вукановичів.

## Життєпис

### Жупан
Був старшим сином Петріслава з династії Воїславовичів, жупана (князя) Рашки. Про молоді роки замало відомостей. Після смерті батька близько 1083 року князівство Рашка. Ймовірно спочатку Вукан правив спільно зі своїм братом Марко. 1084 року разом з братом він присягнув двоюрідному братові Костянтину Бодіну, королю Дуклі. За невідомих обставин Вукан став одноосібним жупаном Рашки (Сербії).
Втім Вукан I відкинув спробу Бодіна розширити вплив католицької єпархії в Барі і Дураццо на територію Рашки. Жупан Сербії зберіг вірність православ'ю, визначив належність до Охридської архієпископії.

### Великий жупан
Коли у 1089 році Костянтин Бодін потрапив у полон до візантійців у Дуклі спалахнула боротьба між його нащадками. Скориставшись заворушеннями, Вукан I близько 1091 року оголосив незалежність Сербії і прийняв титул великого жупана. Разом з тим підлеглі йому жупани зберігали внутрішню незалежність. Столицю Вукан переніс до міста Рас (в подальшому відомий як Старий Рас, нині Нові-Пазар).
У 1090 році Вукан I виступив про Іоанна Комніна, візантійського намісника Драча. Осередком конфлікту стала територія Косово між фортецею Звечан і резиденцією намісника у місті Ліплян. Останній декілька разів захоплював Вукан. Водночас зі своїм військом проникав на візантійську територію, доходячи до міст Бран'є і Скоп'є, спустошуючи їхні околиці. Візантійці не мали змоги потужно відповісти, оскільки зазнавали в цей час нападу печенігів.
У 1092 році великий жупан завдав поразки візантійцям. У відповідь імператор Олексій I Комнін спрямував до Сербії нове велике військо. Вукан I був змушений укласти мир, оскільки кордони Сербії стали плюндрувати половці. Та тільки-но пішли кочівники і відступила імператорська армія, великий жупан розірвав мирний договір і розграбував землі Візантії уздовж Вардару.
У 1094 або 1095 році Олексій I знову змусив Вукана I укласти мир, останній вимушений дати заручники візантійцям свого небожа Уроша. Згодом це стало поширеною практикою у взаємовідносинах Вукана I з візантійським імператором. Вукан, як тільки імператор рушив проти него військом, демонстрував свою покірність. Разом з скаржився на своїх сусідів імператору, намагаючись посіяти розбрат між візантійцями та підкореними народами.
З 1101 року після смерті короля Костянтина Бодіна, Вукан I неодноразово втручався в міжусобні війни в Дуклі. У 1102 році він посадив там на трон Кочопара Браніславлевича, поваливши короля Доброслава II. а пізніше — двоюрідного брата Володимира Володимировича.
Навесні 1106 року Вукан I знову напав на візантійські землі і розбив військо Іоанна II Комніна, але в листопаді знову запросив миру й відправив до Константинополя заручників. Вукан I помер близько 1112 року. Йому успадкував небіж Урош I.

## Родина
Про дружину Вукана I відсутні відомості. У шлюбі мав доньку, яку видав заміж за Володимира, короля Дуклі.